# Kafr as-Sanabisa
Kafr as-Sanabisa (arab. كفر السنابسة) – miejscowość w Egipcie, w muhafazie Al-Minufijja. W 2006 roku liczyła 11 852 mieszkańców.